# Paul Aler
Paul Aler, né le 11 novembre 1654 à Saint-Vith (duché de Luxembourg) et décédé le 2 mai 1727 à Düren (duché de Juliers) est un prêtre jésuite allemand, éducateur de renom et auteur de livres pédagogiques.

## Biographie
Aler étudie durant trois ans (1673-1676) au collège des Trois Couronnes à Cologne avant d'entrer dans la Compagnie de Jésus. Son noviciat terminé il est de retour à Cologne (1680) où pendant cinq ans il enseigne tous les sujets, du moins important à la rhétorique. 
Simultanément il étudie la théologie et se prépare au sacerdoce qu'il reçoit en 1687, à Cologne. Sa formation se termine avec le Troisième An à Geist (1688-1689).
De retour à Cologne il y enseigne la philosophie (1689-1692), la théologie morale (1691-1703) et est le recteur du théologat de 1703 à 1713. Il y construit une salle académique où nombre de ses compositions théâtrales sont mises en scène. Il y laisse le souvenir de celui qui défend jalousement les droits de son collège face aux interventions du monde extérieur, académiques (l'université) ou politiques.  
A Trèves, en 1713, il enseigne de nouveau la théologie. Il passe ensuite à Münstereifel (1717-1721) avant d'être nommé directeur du collège d'Aix-la-Chapelle (1721-1724). Sa santé déclinant il retourne à Düren où il meurt le 2 mai 1727.

## Écrits
Paul Aler n'est pas un auteur original. Ses écrits sont d'ordre pédagogique, et destinés à aider d'autres à maitriser un sujet particulier.
- Praxis poetica (1683): un livre de textes et de théorie poétiques.
- Conclusiones ex universa philosophia, 3 vol., (1692): un manuel d'introduction à la philosophie.
- Gradus ad Parnassum, est une révision d'un livre d'abord publié anonymement à Paris en 1652 et attribué au P. Chatillon. Le Gradus... de Aler, publié à Cologne en  1706, est un aide à la versification poétique. Livre classique des écoliers, dont on ne compte plus les éditions.
- Un Dictionarium Germanico-Latinum (1717) préparé spécifiquement pour ses étudiants.

## Source
- Diccionario historico de la Compañia de Jesús, vol.I, Roma, IHSI, 2001, p.73.